# 심원사 (철원군)
심원사(深源寺)는 강원특별자치도 철원군 보개산에 있는 절로, 조계종 소속이다.

## 역사
647년(진덕여왕 원년) 영원조사(靈源祖師)가 창건했다고 《심원사지(深源寺誌)》에 기록되어 있다. 원래는 보개산의 서쪽 기슭에 있는 경기도 연천군 연천 심원사지(漣川深源寺址) 위치에 있었다.
1592년(선조 25년) 전쟁으로 전소했다가 1595년(선주 28년) 재건했다.
일제 땐 왕회종 등 의병의 근거지가 되었는데, 이 때문에 일제군에 의해 전소되었다.
이후 한국 전쟁 때 사찰이 크게 훼손되었다. 《한국전쟁과 불교문화재》에 따르면, 고대산과 보개산 일대의 전투 중 대한민국 국군이 심원사에 주둔하여 절간을 해체하여 목재로 쓰는 등의 일이 있었다고 한다.
전쟁이 끝난 이후 절터가 비무장 지대에 속하게 되면서 심원사는 1955년 보개산 동쪽 현재의 위치로 이전했다. 기존의 절터는 군사지역으로 쓰던 것을 2002년부터 심원사 주지가 토지를 반환받아 원심원사(元深源寺)의 복원을 추진하여 복원되었다.